# Harland Award
De Harland Award is een jaarlijkse onderscheiding voor het beste sciencefiction-, fantasy- of horrorverhaal. De prijs is vernoemd naar de schrijver Paul Harland, die in 2003 overleed, en wordt jaarlijks toegekend onder auspiciën van de Stichting Fantastisch Genre, in samenwerking met de site Hebban. De winnaar ontvangt 1000 euro en de vijf beste verhalen (maximaal 7.500 woorden) worden gepubliceerd in een e-book. Diverse winnaars braken later door, ook internationaal, zoals Erik Betten, Thomas Olde Heuvelt, Paul Evanby, Christien Boomsma, Bo Balder, Roderick Leeuwenhart en Jorrit de Klerk. 

## Geschiedenis
De prijs werd voor het eerst uitgereikt in 1976, door Rob Vooren, als afsplitsing van een in dat jaar georganiseerde verhalenwedstrijd. Vooren gaf hem de typerende naam King Kong Award en koppelde er tegelijk een onregelmatig verschijnend fanzine aan. In de daaropvolgende jaren werd de verhalenwedstrijd opnieuw georganiseerd, meestal door Rob Vooren, die niet alleen de jury samenstelde, maar ook het prijzengeld inzamelde en later de samenwerking zocht met een uitgever, hetwelk in 1984 uiteindelijk resulteerde in professionele publicatie voor de winnaars.
In 1987 gaf Vooren voor de eerste maal de organisatie uit handen. Een roulerend collectief nam de taak over en besloot in 1996 om redenen van geloofwaardigheid de naam te veranderen in Millennium Prijs. Na het overlijden van Paul Harland, die de wedstrijd meerdere malen gewonnen, gejureerd en georganiseerd had, werd de prijs in 2004 door de toenmalige organisator, Dirk Bontes, hernoemd tot de Paul Harland Prijs. In 2011 was de organisatie in handen van schrijver Martijn Lindeboom, in 2016 van Floris Kleijne en Esther Scherpenisse. In 2017 worden de Harland Awards voor het eerst georganiseerd door een vierhoofdige organisatie die bestaat uit Mariska Reniers, Freya Sixma, Jorrit de Klerk en Yarrid Dhooghe. In 2013 was er een record aantal inzendingen, namelijk 206 verhalen (in totaal zo'n 1,3 miljoen woorden), de jaren erna stabiliseerde het aantal inzendingen rond de 200. 
In 2015 kreeg de schrijfwedstrijd de nieuwe naam Harland Awards en werd de romanprijs eraan toegevoegd. De allereerste Harland Awards Romanprijs werd gewonnen door Auke Hulst met zijn sciencefictionroman Slaap zacht, Johnny Idaho. De prijzen werden uitgereikt op 2 april 2016, tijdens het Gala van het Fantastische Boek in de Rode Hoed in Amsterdam.

## Winnaars
| Editie | Winnaar                                    | 2de prijs                      | 3de prijs                       | 4de                                  | 5de                                       |
| ------ | ------------------------------------------ | ------------------------------ | ------------------------------- | ------------------------------------ | ----------------------------------------- |
| 1976   | Bert Vos                                   |                                |                                 |                                      |                                           |
| 1977   | Peter Cuijpers                             | Guido Eekhaut                  | Annemarie van Ewijck            | Eddy C. Bertin                       | Martin Berkelaar                          |
| 1978   | Wim Burkunk                                | Wim Burkunk                    | Peter Cuijpers                  | Eddy C. Bertin                       | Kathinka Lannoy                           |
| 1979   | Tais Teng                                  | Robert Smets                   | Frank Frankhuizen               | Luuk Simonis                         | Eddy C. Bertin                            |
| 1980   | Bert Vos                                   | Peter Cuijpers                 | Rob Zaagman                     | Sophie van der Waaij                 | Eddy C. Bertin / Frank Visser             |
| 1981   | (niet toegekend)                           | Sophie van der Waaij           | Jan Bee Landman                 |                                      |                                           |
| 1983   | Gert en Jan J.B. Kuipers                   | Peter Cuijpers                 | Paul Harland / Tais Teng        |                                      | Reinold Widemann                          |
| 1984   | Paul Harland en Tais Teng / Peter Cuijpers |                                | Paul Harland                    | Jan J.B. Kuipers                     | Gerben Hellinga jr.                       |
| 1985   | Gerben Hellinga jr. / Tais Teng            |                                | Tais Teng                       | Gerben Hellinga jr.                  | Jan J.B. Kuipers                          |
| 1986   | Thomas Wintner                             | Jan Bee Landman                | Jan J.B. Kuipers                | Guido Eekhaut                        | Jan J.B. Kuipers                          |
| 1987   | Jan J.B. Kuipers                           | Jannelies Smit en Paul Harland | Eddy C. Bertin                  | Antony den Ridder                    | Guido Eekhaut / Jan Bee Landman           |
| 1988   | Paul Evenblij                              | Thomas Cool                    | Gerben Hellinga jr.             | Peter Cuijpers                       | Rijna Elijzen                             |
| 1989   | Tais Teng                                  | Julien C. Raasveld             | Jan Bee Landman en Paul Harland | Peter Cuijpers                       | Jan J.B. Kuipers                          |
| 1990   | Paul Harland                               | Jan Bee Landman                | Thomas Wintner                  | Gerben Hellinga jr.                  | Jan J.B. Kuipers                          |
| 1991   | Peter Cuijpers                             | Jan J.B. Kuipers               | Martin Berkelaar                | Gerben Hellinga jr.                  | Peter Cuijpers                            |
| 1992   | Mike Jansen en Paul Harland                | Paul van Leeuwenkamp           | Jaap Boekestein                 | Nico Stikker                         | Geeske M. Kruseman / Paul van Leeuwenkamp |
| 1994   | Nico Stikker                               | Peter Cuijpers                 | Vincent Hoberg                  | Jan J.B. Kuipers                     | Tony de Haan                              |
| 1995   | Paul Harland en Vincent Hoberg             | Jan J.B. Kuipers               | Paul van Leeuwenkamp            | Martijn Kregting                     | Dirk Bontes                               |
| 1996   | Dirk Bontes                                | Jan J.B. Kuipers               | Mark J. Ruyffelaert             | Frank van Dongen                     | Martijn Kregting                          |
| 1997   | Jan J.B. Kuipers                           | Bart van Geldrop               | Paul Evenblij                   | Gerben Hellinga jr.                  | Nico Stikker                              |
| 1998   | Henri Achten                               | Richard Meijer                 | Marcel Orie                     | Henri Achten                         | Jay Hill                                  |
| 1999   | Sophia Drenth                              | Mirjam Gielen                  | Sophia Drenth                   | Cor Oosting                          | Diana van der Pluijm                      |
| 2000   | Anne-Claire Verham                         | Chris Braga / Jan J.B. Kuipers |                                 | Anne-Claire Verham                   | Mirjam Gielen                             |
| 2001   | Paul Evenblij                              | Dirk Bontes                    | Chris Braga                     | Mirjam Gielen                        | Chris Braga                               |
| 2002   | Dirk Bontes                                | Peter Kaptein                  | Robert Tetteroo                 | Jurgen Appelo / Marco Knauff         |                                           |
| 2003   | Jaap Boekestein                            | Martijn Kregting               | Jaap Boekestein                 | Marco Knauff                         | Auke Pols                                 |
| 2004   | Christien Boomsma                          | Chris Braga                    | Katrien Rutten                  | Sarah de Waard                       | Thomas Olde Heuvelt                       |
| 2005   | Auke Pols                                  | Esther Scherpenisse            | Thomas Olde Heuvelt             | Sarah de Waard                       | Mark Bartels                              |
| 2006   | Christien Boomsma                          | Fred Rabouw                    | Jan J.B. Kuipers                | Claudia van Arkel                    | Jenny Hoogeboom                           |
| 2007   | W.J. Maryson                               | Anne Witberg                   | Martijn Lindeboom               | Jaap Boekestein                      | Esther Scherpenisse                       |
| 2008   | Boukje Balder                              | Fred Rabouw                    | Rianne Lampers                  | Anne Witberg                         | Fred Rabouw                               |
| 2009   | Thomas Olde Heuvelt                        | Django Mathijsen               | Fred van der Meulen             | Jos Lexmond                          | Fred Rabouw                               |
| 2010   | Kurt Forel                                 | Martijn Kregting               | Patrick Brannigan               | Frank Norbert Rieter / Boukje Balder |                                           |
| 2011   | Boukje Balder                              | Freek de Bruin                 | Patrick Brannigan               | Pieter Van de Walle                  | Anaïd Haen                                |
| 2012   | Thomas Olde Heuvelt                        | Linda Mulders                  | Jürgen Snoeren                  | Ben Adriaanse                        | Auke Pols                                 |
| 2013   | Esther Scherpenisse                        | Saskia van Oostenrijk          | Peter Kaptein                   | Olga Ponjee                          | Johan Zonnenberg / Fred Rabouw            |
| 2014   | Erik Heiser                                | Sarah de Waard                 | Marco Knauff                    | Yves Delepelaire                     | Frank Norbert Rieter                      |

Vanaf 2015 waren er kortstondig prijzen te winnen in twee categorieën: de Harland Awards Verhalenwedstrijd en de Harland Awards Romanprijs. In 2016 werd door de jury aangetekend dat de verhalen van een lager niveau waren dan andere jaren.

### Harland Awards Verhalenwedstrijd
| Editie | Winnaar                                                  | 2de prijs                                                | 3de prijs                                   | Debuutprijs                                      |
| ------ | -------------------------------------------------------- | -------------------------------------------------------- | ------------------------------------------- | ------------------------------------------------ |
| 2015   | Lisette Jonkman                                          | Jen Minkman                                              | Margriet du Maine                           |                                                  |
| 2016   | Roderick Leeuwenhart met Sterrenlichaam                  | Lena Miller met Diafragma                                | Cornelie Moolhuizen met Plankenkoorts       | Jeffrey Dionet met Remora                        |
| 2017   | Rob Geukens met Play it (again)                          | Wouter van Gorp met Jongen van Elf                       | Joost Uitdehaag met Onzekere Anna           | Bart de Wolf met Een nieuwe route wordt berekend |
| 2018   | Mascha Schoonakker met Delfts grauw                      |                                                          |                                             |                                                  |
| 2020   | Jeroen de Leeuw met Meestal weet ik het meteen           | Michael Kaptein met Het zwarte vierkant van Lesley White | Isabelle Plomteux met Vuurvlieg             |                                                  |
| 2021   | Gerthein Boersma met Parterretrap                        | Jan van Gorkum met Spiegeltijd                           | Marius van Bruggen met Tijd verandert alles |                                                  |
| 2022   | Jorrit de Klerk met Het meisje van de duizend onderdelen | Dorien Brugman met Het meisje met de rode paraplu        | Jakim Kravanja met Fulltime god gezocht     |                                                  |

### Harland Prijs
In 2023 werd een nieuwe naamswijziging aangekondigd: vanaf dat jaar wordt de wedstrijd 'De Harland Prijs' genoemd.
| Editie | Winnaar                                       | 2de prijs                               | 3de prijs                                                                   | 4de                                       | 5de                                             |
| ------ | --------------------------------------------- | --------------------------------------- | --------------------------------------------------------------------------- | ----------------------------------------- | ----------------------------------------------- |
| 2023   | Susanne Lotstra met Door de bomen het bos     | Oscar Peeze Brinkhorst met Paashaasaas  | Wouter Klein Ikkink met De poort van Babylon                                | Ilona Posthumusn met Return on investment | Marius van Bruggen met De symmbionten van Dorch |
| 2024   | Sophia Drenth met Waar de mist ons niet raakt | Marius van Bruggen met De Counterfacual | Mike van Holsteijn met De raadselachtige verdwijning van de heer Leermakers | Frank Vork met De zètagolf                | Jaro Agterdenbos met Demnetz wordt Denzler      |

### Harland Awards Romanprijs
Enkele jaren bestond er ook de Harland Awards Romanprijs. Deze werd uiteindelijk alleen in 2015 en 2016 uitgereikt. 
| Editie | Winnaar    | Winnend boek                        |
| ------ | ---------- | ----------------------------------- |
| 2015   | Auke Hulst | Slaap zacht, Johnny Idaho           |
| 2016   | Auke Hulst | En ik herinner me Titus Broederland |

Wegens een, volgens de jury, gebrek aan kwaliteit werd in 2017 geen winnaar uitgeroepen. Het prijzengeld werd verdeeld onder de genomineerden van de shortlist. De genomineerden waren:
Jeroen van Unen met De slang van Havilah
Garvin Pouw met Schaduwkoningin
J. Sharpe met Syndroom
Peter Van Olmen met De kleine Odessa: De val van Scribopolis – boek 1
Kim ten Tusscher met Bloed
Sindsdien 2017 is de romanprijs niet meer uitgereikt.